# فراشيات الشكل
فراشيات الشكل (الاسم العلمي: Psychodomorpha) هي تحت رتبة من الحشرات تتبع رتيبة خيطيات القرن من رتبة ذوات الجناحين.

## التصنيف
- فَصيلة فراشيات المظهر
  - فُصيلة فراشيات المظهر
    - فراشي المظهر